# Bisa Williams
Bisa Williams, alla nascita Andrea Williams, (Trenton, 1954), è una diplomatica, ex ambasciatrice statunitense nella Repubblica del Niger a Niamey. Si è insediata nella carica il 29 ottobre 2010 ed ha lasciato il suo posto nel 2013.

## Biografia

### Primi anni
Bisa Williams è cresciuta a St. Louis, nel Missouri ed a Trenton, nel New Jersey. Suo padre, il dott. Paul T. Williams era un chirurgo, mentre sua madre Eloise Owens Williams era professoressa di assistenza sociale al College of New Jersey. Sua sorella, Ntozake Shange, è una drammaturga famosa per aver scritto la commedia di Broadway "for colored girls who have considered suicide when the rainbow is enuf". Anche l'altra sorella, Ifa Bayeza, è una drammaturga, che ha scritto con sua sorella Shange un romanzo multi-generazionale. Ha conseguito la laurea in Bachelor of Arts allo Yale College, dove si è laureata nel 1976 cum laude nella letteratura nera delle Americhe. In seguito ha conseguito un Master of Arts in National Security Strategy presso il National War College e un secondo MA presso l'Università della California, a Los Angeles, in letteratura comparata.

### Carriera

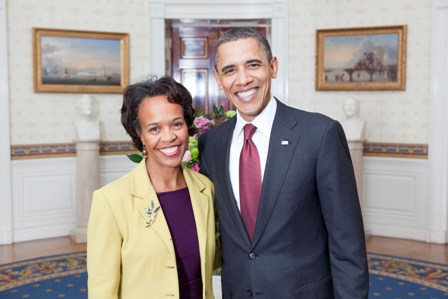
Bisa Williams, diplomatica degli Stati Uniti con il presidente Obama, 2011

Bisa Williams è un ufficiale di servizio estero di carriera, arruolata nell'Ufficio per gli affari esteri nel 1984. Tra i suoi precedenti incarichi all'estero figurano Port Louis, Mauritius, Parigi, Francia e Panama, Panama. Il suo primo incarico all'estero è stato a Port Louis, alle Mauritius, una missione che copre anche le Seychelles e le Comore, dove ha ricoperto il ruolo di vice capo della missione sotto l'ambasciatore John Price. Ha supervisionato l'African Growth and Opportunity Act Forum per migliorare le relazioni commerciali tra Stati Uniti e Africa.
Prima di essere assegnata a Niamey, Bisa Williams, allora vice segretario di stato americano per gli affari dell'emisfero occidentale, ha partecipato a un viaggio di sei giorni a Cuba nel settembre 2009, nel tentativo di migliorare le relazioni bilaterali. Durante il viaggio ha incontrato il viceministro degli Esteri cubano Dagoberto Rodríguez Barrera, ha lavorato al ripristino del servizio di posta diretta tra i due paesi e ha visitato le parti di Cuba occidentale colpite dall'uragano Ike. Ha anche invitato i dissidenti a un ricevimento nella sezione degli interessi degli Stati Uniti a L'Avana.
La sua nomina ad Ambasciatore degli Stati Uniti in Niger è stata inviata al Senato degli Stati Uniti il 30 novembre 2009 e ha assunto la carica a Niamey undici mesi dopo, il 29 ottobre 2010. Ha lasciato il suo posto nel 2013.
La Williams è attualmente vice segretario aggiunto presso l'Ufficio affari africani presso il Dipartimento di Stato degli Stati Uniti.